# Салихов, Харис Салихович
Харис Салихович Салихов (тат. Харис Салихҗан улы Салихов; род. 30 июля 1927, Чутай, Балтасинская волость, Арский кантон, Автономная Татарская ССР, РСФСР, СССР) —  советский и татарский писатель, имам, участник Великой Отечественной войны. Более 30 лет прослужил в органах внутренних дел, полковник милиции в отставке. Принимал участие в организации религиозной жизни в Татарстане, является имамом-хатыбом мечети при МВД по РТ. Выступает в печати с работами на темы взаимоотношений ислама с наукой, литературой, моралью, в частности, подготовил труд о религиозных мотивах в произведениях Г. Тукая и А. С. Пушкина. Лауреат Государственной премии Республики Татарстан имени Габдуллы Тукая (2017).

## Биография

### Молодые годы, военная служба, карьера в милиции
Харис Салихович Салихов родился 30 июля 1927 года в деревне Чутай Арского кантона (ныне — Балтасинского района Республики Татарстан). Из религиозной многодетной семьи. Отец считался в деревне образованным человеком, помимо русского языка владел арабским и латынью. Несмотря на притеснения и уничтожение мечети, он верил в советскую власть и в таком же духе воспитывал своих детей. Салих был октябрёнком, комсомольцем. Вместе с тем, от отца он получил первые уроки арабского письма и основ ислама.
К началу Великой Отечественной войны Салиху было неполных 14 лет, он учился в шестом классе. В 1941 году отец был призван на фронт, воевал под Москвой, а в 1942 году вернулся домой с перебитой левой рукой, но тем не менее продолжил трудиться в тылу. Окончив Чутаевскую семилетнюю школу, в том же году Салих поступил в Арское педагогическое училище. В 1944 году, во время учёбы на втором курсе, был призван в Красную армию. Пройдя подготовку на связиста, в начале 1945 года был направлен в войска правительственной связи НКВД. Вместе с другими солдатами занимался обеспечением штаба 3-го Украинского фронта под командованием Ф. И. Толбухина бесперебойной радио- и проводной связью с сражающимися частями, прокладкой новых, ремонтом и охраной существующих линий.
В связи с освобождением большей части СССР, успел повоевать некоторое время с врагом уже на его территории. Участвовал в боях за Венгрию, Чехословакию, Австрию. На фронте не оставил веры и даже проповедовал. Однажды, 10 апреля 1945 года связистам был отдан приказ переправиться через Дунай и вместе с войсками НКВД занять плацдарм. На середине реки немцы заметили движения советских войск и открыли стрельбу по лодкам, в том числе и по той, где находился командир отделения Салихов со своими 18-ю солдатами. Примерно в 50 метрах от берега мина попала в их лодку, та перевернулась и все оказались в воде, попав как под вражеский, так и под дружественный огонь. Несколько бойцов погибло, а остальные в панике уцепились за днище лодки. Салихов машинально читал вслух суры из Корана и вдруг вспомнил один аят: «Раб Аллаха, а мусульманин — раб Аллаха, я не изменю твоего положения до тех пор, пока ты сам не изменишь его». Сил у солдат в руках уже не было, и тут ему пришла в голову идея обернуть поясные ремни вокруг шеи и пристегнуться ими к лодке. Приказав своим бойцам сделать то же самое, Салихов их спас и спустя шесть часов они добрались до берега практически полумёртвыми. Позднее принял участие в Венской операции, день Победы встретил на берегах Дуная, где братался с американцами.
В первые послевоенные годы служил в Румынской Народной Республике, а затем был направлен для борьбы с украинскими националистами на Западную Украину, под Станислав. В 1948 году перевёлся в Харьков, а затем в Москву, там и остался после демобилизации, поступив на службу в транспортную милицию Московско-Рязанской железной дороги, где работал в 1951—1954 годах. В 1954 году окончил московскую среднюю школу, в 1962 году — высшую партийную школу в Горьком.
Некоторое время работал в партийно-советских органах сельских районов, был заместителем заведующим отделом пропаганды Ципьинского райкома КПСС (1954—1958), заместителем председателя Камско-Устьинского райисполкома (1962). В 1962 году вернулся в Казань, став инструктором Советского райкома КПСС. В 1965 году продолжил службу в милиции, заняв пост заместителя начальника отдела внутренних дел в Вахитовском, а затем в Советском районе Казани. В 1971 году за заслуги в борьбе с преступностью был удостоен боевой награды — ордена Красной Звезды. В 1978 году из-за своих политических взглядов был вынужден уйти в отставку в звании полковника милиции после 32 лет службы. В 1978—1987 годах работал в тресте «Татнефтепроводстрой». В том году по тем же политическим причинам был исключён из КПСС.

### Религиозная деятельность, писательская работа
Дальнейшую жизнь посвятил религии. После крушения советской власти, в 1990-е годы вёл работу по восстановлению религиозной жизни, в частности вместе с В. М. Якуповым принял активное участие в создании татарской молодежной мусульманской организации «Иман». В 1993 году окончил Казанское высшее мусульманское медресе имени 1000-летия принятия ислама. В 1993—1997 годах работал секретарем главного мухтасибата, а затем заместителем председателя Духовного управления мусульман Республики Татарстан Г. С. Галиуллина по вопросам печати, информации и связи с государственными и общественными организациями. Одновременно, в течение пяти лет, будучи имамом-хатыбом, вёл службы и возглавлял строительство соборной мечети «Кул Гали» («Хузайфа») в 10-м микрорайоне Казани. 10 декабря 1997 года перед началом службы в мечети был избит фанатиками ваххабитского толка. По этому факту было возбуждено уголовное дело и проведено следствие. Тем не менее, преступники не понесли наказания, попав под амнистию, объявленную президентом России Б. Н. Ельциным.

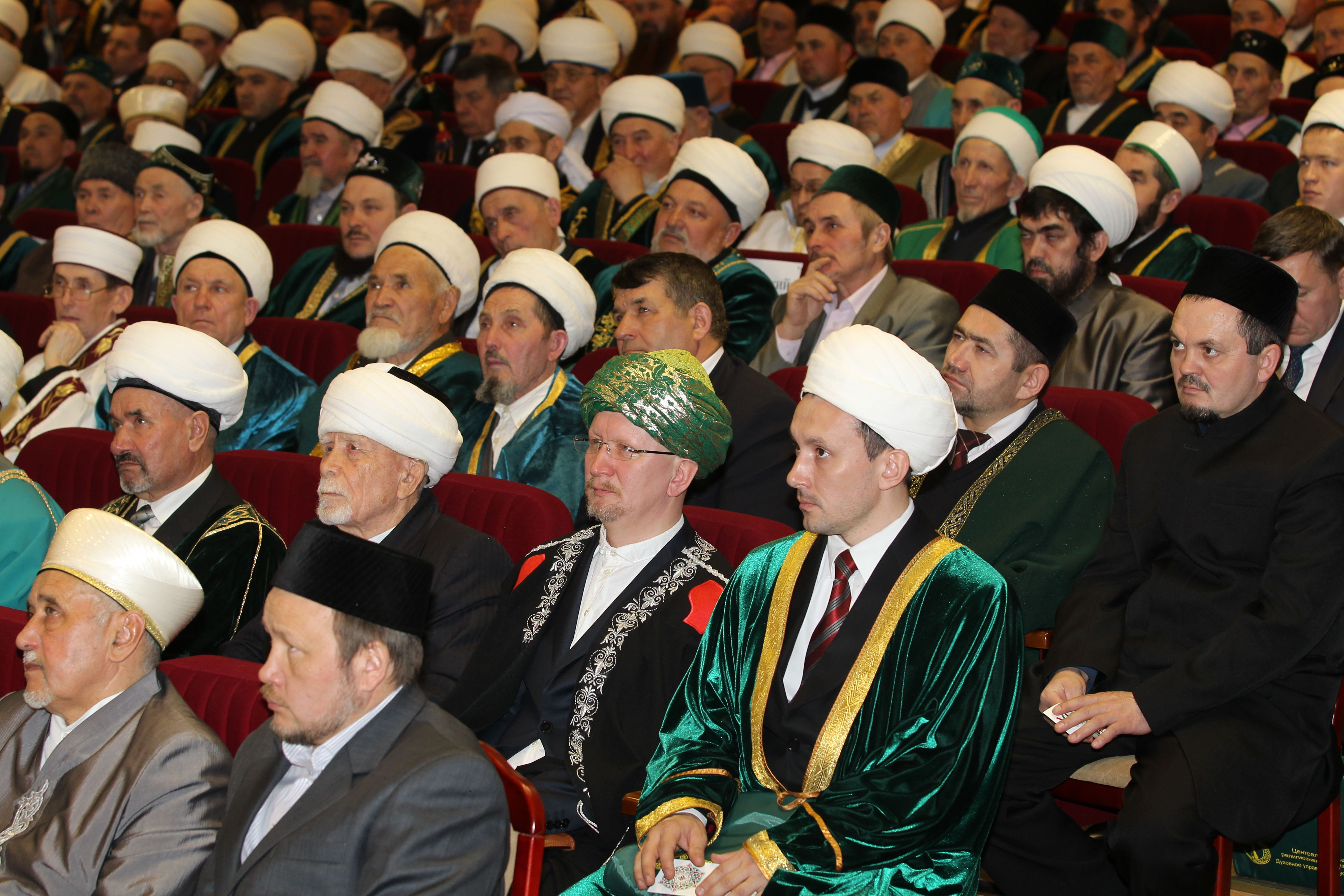
Съезд мусульман Татарстана, 2013 год

В 2005 году по предложению министра внутренних дел по Республике Татарстан А. А. Сафарова стал имамом-хатыбом мечети «Память» (тат. Хәтер) культово-мемориального центра МВД по РТ, где служит по сей день. Работает на общественных началах и не получает зарплаты, проповедует с позиций джадидизма. Также является членом экспертной группы общественного совета при МВД по РТ. В среде духовенства и татарской общественности известен прежде всего как Харис Салихжан (тат. Харис Салихҗан). В 2013 году выдвигал свою кандидатуру на выборах муфтия Татарстана, однако победил К. И. Самигуллин.
Является автором нескольких работ по проблемам теорий познания ислама и шариата, темам взаимоотношений ислама с наукой, литературой, моралью, вопросам воспитания молодого поколения. По собственным словам, книги пишет с целью рассказать о своём жизненном опыте и убеждениях. В 2008 году выпустил фундаментальный труд на татарском и русском языках, в котором проследил отсылки к Корану и вообще религиозные мотивы в произведениях Г. Тукая и А. С. Пушкина. Также является автором перевода на татарский язык пушкинского стихотворения «Подражания Корану», ряда дргих произведений. В 2012 году издал монографию «Религия и наука (основы мировых религиозных и светских культур)», где предложил методику воспитания духовной и светской культуры на основе синтеза науки и мировых религий, которая была поддержана рядом учёных, в том числе Э. Р. Тагировым и Р. С. Хакимовым. В 2017 году за эти обе книги был удостоен Государственной премии Республики Татарстан имени Габдуллы Тукая (всего он выдвигался на эту награду трижды). В 2020 году выпустил новую книгу — об истории деревни Чутай и Балтасинского района в целом.
В 2022 году поддержал российское вторжение на территорию Украины, поскольку «бандеровцы — страшные бандиты», а «война, которая сейчас с ними идет, благородная», тогда как «те, кто борется с фашистами на Украине, и есть настоящие мусульмане, даже если другого вероисповедания, поскольку борются с кафирами, неверными».

## Награды

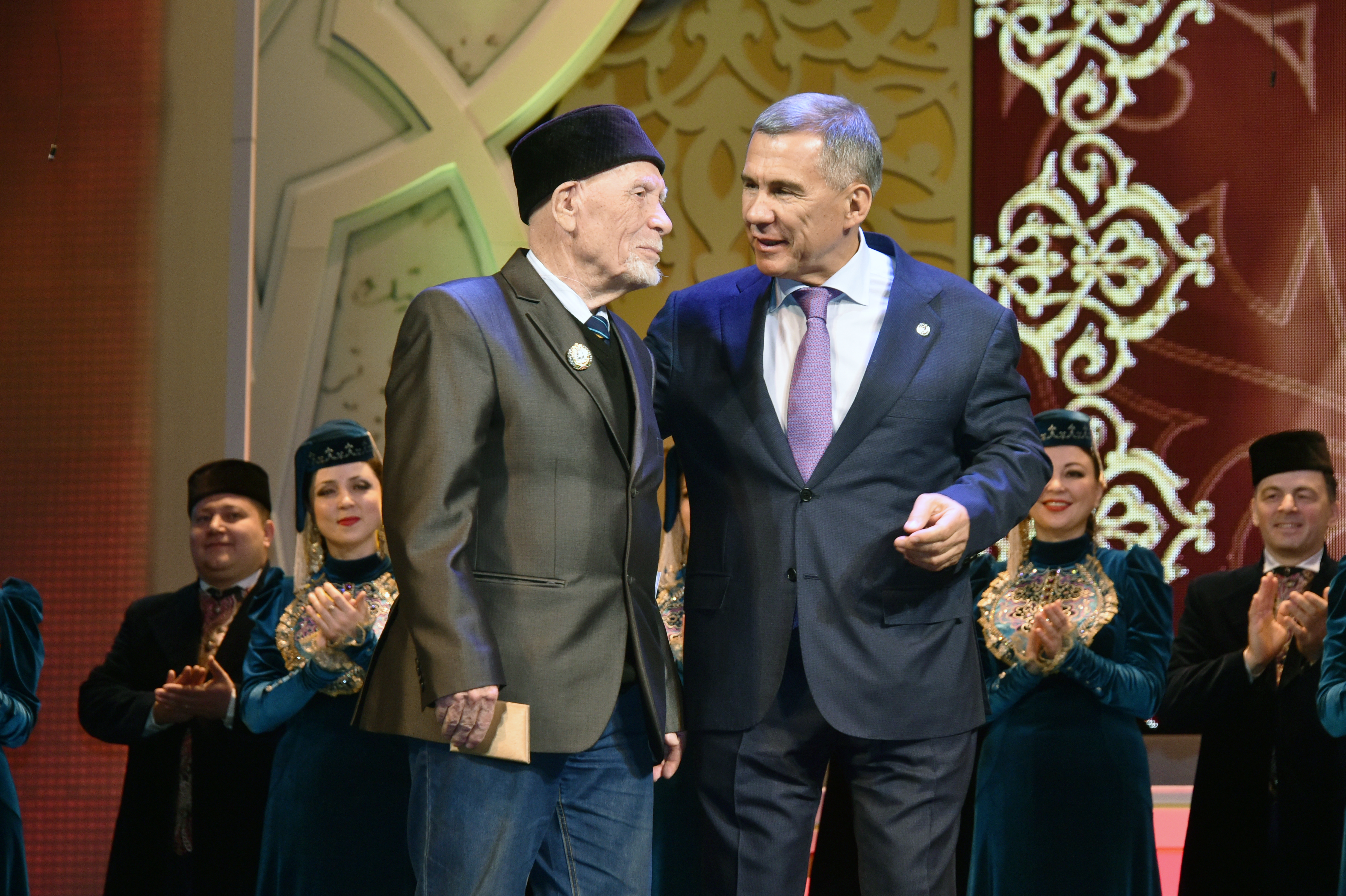
На вручении премии Тукая, 2017 год

- Государственная премия Республики Татарстан имени Габдуллы Тукая (2017 год) — за книги «Светские и духовные мотивы в творчестве А. Пушкина, Г. Тукая и проблемы нравственного воспитания сегодня», издательство «Идел-Пресс», Казань, 2008 год и «Религия и наука (основы мировых религиозных и светских культур)», издательство «Идел-Пресс», Казань, 2012 год[23]. Вручена президентом Республики Татарстан Р. Н. Миннихановым на сцене Татарского академического государственного театра оперы и балета имени Мусы Джалиля[24].
- Орден Отечественной войны II степени (1985 год)[25].
- Орден Красной Звезды (1971 год)[3].
- Медали[1], более тридцати[6].
- Медаль «За доблестный труд» (2017 год) — за многолетнюю безупречную службу, большой вклад в патриотическое и духовно-нравственное воспитание подрастающего поколения[26].
- Медаль «100 лет образования Татарской Автономной Советской Социалистической Республики» (2022 год) — за существенный вклад в укреплении социально-экономического потенциала Республики Татарстан и многолетний плодотворный труд[27].
- Почётная грамота МВД (2007 год)[1].

## Личная жизнь
Был женат, но овдовел. Проживает в однокомнатной квартире на ветеранскую пенсию. Дочь — Фарида, живёт в Казани. Сын — Ильдар, выпускник Казанского государственного университета, профессор физики, живёт в США и работает в Дартмутском колледже.

## Избранная библиография
- Краткая история Ислама: учебное пособие. — Казань: Иман, 1997. — 48 с.
- История и основы ислама в контексте культуры мира — Ислам тарихы вә нигезләре. — Казань: Идел-пресс, 2000. — 222 с. — ISBN 5852471224. (татар.) (рус.)
- А. Пушкин һәм Г. Тукай иҗатында Коръән аһәңнәре = A. Puşkin һәm Ğ.Tuqay icatinda Qor`әn aһәñnәre: монография. — Казан: Татарстан китап нәшрияты, 2002. — 39 с. — ISBN 5298012442. (татар.) (татар. ян.)
- А. Пушкин, Г. Тукай иҗатында Коръән вә бүгенге рухи тәрбиянең бер мәсьәләсе (татар.). — Казан: Идел-Пресс, 2008. — 191 с.
- Религия и наука — Дин вә фән: дөньякүләм дини һәм мәдәни этика нигезләре. — Казан: Идел-Пресс, 2012. — 390 с. — ISBN 9785852475787. (татар.) (рус.)
- Чутай бабай малайлары (татар.). — Казан: Идел-Пресс, 2020. — 367 с. — ISBN 9785449400208.